# بني عاطف (جحانه)

تعديل مصدري - تعديل

بني عاطف هي إحدى قرى مديرية جحانة التابعة لمحافظة صنعاء اليمنية، بلغ تعداد سكانها 539 حسب أحصائيات عام 2004.